# Батальйон поліції «Полтава»
Батальйон поліції «Полтава» — спецпідрозділ патрульної служби поліції особливого призначення Головного управління Національної поліції в Полтавській області.

## Історія
У травні 2014 року УМВС України у Полтавській області сформувало три стройових підрозділи патрульної служби міліції особливого призначення: батальйон «Каскад», роту «Полтава» і роту «Кременчук». В середині червня батальйон «Каскад» і роту «Полтава» об'єднали в один підрозділ, який було названо — БПСМОП «Полтава», штатна чисельність — 300 осіб, командир — Олександр Федоренко.
Щоб бути допущеними до несення служби з охорони громадського порядку, спецпризначенці батальйону «Полтава» пройшли 52-х годинний курс спрощеного навчання у полтавському Центрі професійної підготовки. . Начальник відділу зв'язків з громадськістю Полтавського УМВС, полковник міліції Юрій Сулаєв зазначив, що співробітники батальйону були забезпечені необхідною амуніцією: зброєю, бронежилетами, касками, двома комплектами чорної форми і комплектом камуфляжної. Частина амуніції зберігалася на складах, що привело до недорозуміння.
5 вересня 2014 року Міністр внутрішніх справ України Арсен Аваков видав наказ, за яким БПСМОП «Полтава» і рота патрульної служби міліції особливого призначення (РПСМОП) «Мирний», що на той час формувалася у Полтаві, були об'єднані у батальйон «Полтавщина». Командиром нового батальйону був призначений координатор РПСМОП «Мирний» Ілля Кива, який отримав звання майора міліції. Начальник ГУМВС Полтавської області Іван Корсун підтвердив наказ Арсена Авакова. Ілля Кива керує полтавським осередком Правого сектора, а також є регіональним політичним керівником «Правого сектору» на Сході України (Полтавська, Харківська, Донецька, та Луганська області).
8 вересня 2014 року представники полтавської громади та окремі бійці колишнього БПСМОП «Полтава» організували мітинг поблизу ГУМВС Полтавської області, на якому виразили своє невдоволення призначенням Іллі Ківи на нову посаду.

### Участь в російсько-українській війні 2014 року
18 липня оперативна група батальйону «Полтава» вирушила у перше службове відрядження в зону бойових дій на сході України.
20 серпня друга оперативна група батальйону «Полтава» прибула для несення служби в район проведення антитерористичної операції в Донецькій області під Горлівку. Звідти полтавців перевели в селище Комунар поблизу Макіївки для посилення 25-ї бригади. З 24 серпня по 4 вересня позиції спецпризначенців батальйону кожний день обстрілювалися з важкої артилерії; в ході ведення бойових дій двох полтавців було поранено. 4 вересня 29 спецпризначенців виїхали без наказу в Бахмут, 24 бійця залишилися в Комунарі.

### Бойовий шлях батальйону «Полтава» в 2022-2023 роках
З початком повномасштабного вторгнення Росії в Україну батальйон «Полтава» був задіяний у обороні міста Полтава. Бійці батальйону несли службу на блокпостах, патрулювали вулиці міста, охороняли важливі об'єкти. У березні 2022 року батальйон «Полтава» брав участь у боях за місто Суми. У квітні 2022 року батальйон «Полтава» був передислокований на Донецький напрямок. Бійці батальйону брали участь у боях за міста Слов'янськ, Краматорськ, Лисичанськ.
В 2023 році батальйон «Полтава» продовжує нести службу на Донецькому напрямку. Бійці батальйону брали участь у боях за міста Бахмут, Соледар, Авдіївка. 
14 квітня 2023 року, після 9 років служби, батальйон «Полтава» був розформований. Рішення про розформування  було прийняте керівництвом Національної поліції України в рамках  реформування відомства. Після розформування майже 70% складу бійців розформованого батальйону були переведені на службу в Об'єднану штурмову бригаду Нацполіції «Лють» в складі якої продовжили виконувати завдання із захисту Батьківщини.

## Структура
- 1-ша рота
- 2-га рота «Мирний»
- 3-тя рота «Кременчук»

## Втрати
- Кузьменко Віталій Михайлович, рядовий міліції, загинув 9 листопада 2014 року.
- Матійчук Олександр Сергійович, молодший сержант міліції, загинув 9 листопада 2014 року.
- Володимир Володін, інспектор-снайпер взводу № 2 роти № 1 батальйону патрульної служби поліції особливого призначення «Полтава» Головного управління Національної поліції в Полтавській області, загинув 26 лютого 2022 року в Полтаві, на шляху до вогневої точки оборони.